# Jock Sturges
Jock Sturges (ur. 1947) – amerykański fotograf, znany ze zdjęć dzieci i nastolatków, bardzo często pozujących nago. Jego prace powstałe często na plażach dla naturystów w Kalifornii oraz we Francji są tematem skandali i kontrowersji.

## Życiorys
Sturges urodził się w Nowym Jorku, ale mieszkał oraz pracował przez wiele lat w San Francisco. Obecnie mieszka w Seattle w stanie Waszyngton.

## Publikacje
- The Last Day of Summer (1991, Aperture, Nowy Jork) ISBN 0-89381-538-1
- Radiant Identities (1994, Aperture, Nowy Jork)
- Evolution of Grace (1994, Gakken, Tokio)
- Jock Sturges (book) (1996, Scalo, Zürich)
- Jock Sturges: New Work, 1996-2000 (2000, Scalo, Zürich)
- Jock Sturges: Notes (2004, Aperture, Nowy Jork)
- Montage (Graham Webb International)
- Standing on Water
- Jock Sturges Color
- Jock Sturges Twenty Five Years (2004)